# كيمي غا نوزومو آين
كيمي غا نوزومي (باليابانية: 君が望む永遠) يختصر على النحو كيمبو أو كيمونوزو، هي رواية المغامرة اليابانية اللعبة البصرية التي أنشئت لأول مرة في عام 2001 لجهاز الكمبيوتر الذي كان في وقت لاحق من (قبل ألكيمست) وبلاي ستيشن 2 (من قبل الأميرة سوفت) تحت عنوان قرقرة القلوب، وجميع الذين هم في سن النسخ. وقال ويندوز فيستا النسخة المحسنة من اللعبة المعروفة باسم الجمعية العامة كيمي نوزومو آين ~ ~ الطبعة الأخيرة، وأفرج عنه في 28 مارس 2008.

## وصلات خارجية
- كيمي غا نوزومو آين على موقع IMDb (الإنجليزية)
- كيمي غا نوزومو آين على موقع ليتربوكسد (الإنجليزية)
- كيمي غا نوزومو آين على موقع كينوبويسك (الروسية)
- كيمي غا نوزومو آين على موقع قاعدة بيانات الفيلم (الإنجليزية)
- كيمي غا نوزومو آين على موقع ANN anime (الإنجليزية)
- كيمي غا نوزومو آين في قاعدة بيانات الرواية المرئية